# Bejlis-affaire

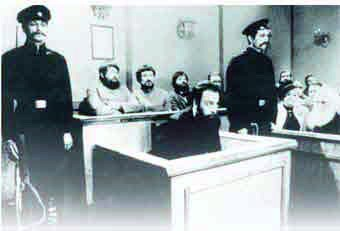
Bejlis in de beklaagdenbank

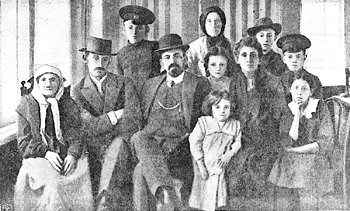
Bejlis met zijn familie

De Bejlis-affaire was een rechtszaak die werd opgezet door de Russische Staat om antisemitisme te bevorderen. Het wordt ook weleens gezien als de Dreyfus-affaire van Rusland.
Op een lentedag in 1911 vond een stel kinderen in een grot in de buurt van Kiev het lichaam van een schooljongen. Het lijk van de jongen was heftig toegetakeld met 47 steekwonden in zijn hoofd, nek en romp. Door de bijliggende spullen bleek dat het ging om Andrej Joetsjinski, een 13-jarige leerling aan het kerkelijke Sofiacollege.
De antisemitische christelijke monarchistische organisatie de Zwarte Honderden beweerde dat de jongen slachtoffer was geworden van een rituele joodse moord. Tijdens de begrafenis deelden de aanhangers van de Zwarte Honderd pamfletten waarin stond dat “de Joden elk jaar voor hun Pesach enkele tientallen christelijke kinderen doodmartelen om hun matses in hun bloed te kunnen dopen.” In datzelfde pamflet werden christenen opgeroepen om “de Joden uit te roeien tot er in Rusland niet één meer over is.” Na de begrafenis van Andrej werd er zelfs beweerd dat de Joden een grootschalige campagne waren opgestart om genoeg christelijke kinderen te offeren. Dit werd overgenomen door de tsaargezinde kranten. Het nieuws bereikte alle hoeken van het Russische Tsarenrijk, waardoor 37 monarchistische parlementariërs – waaronder 11 priesters – een petitie ondertekenden waarin ze de Tsaar opriepen om de “criminele sekte van de Joden” voor het gerecht te slepen.
De ministers van Justitie (Sjtsjeglovitov) en van Binnenlandse Zaken (Maklakov) kregen toestemming van de Tsaar om op zoek te gaan naar een Joodse verdachte. De zondebok was Mendel Bejlis, een Joodse arbeider die nog nooit in de problemen was geraakt met de overheid en daarnaast niet vaak in de synagoge kwam. Verschillende mensen werden omgekocht om valse verklaringen af te leggen.
In de tussentijd kwamen twee jonge politiemannen na onderzoek tot de conclusie dat Andrej Joetsjinski bevriend was met Tsjeberiak, wiens moeder Vera, lid was van een criminele bende die overvallen hadden gepleegd in Kiev. Bij haar thuis werden de gestolen goederen opgeslagen. Na een ruzie tussen Joetsjinski en Tsjeberiak, dreigde Joetsjinski dat hij naar de politie zou stappen over de criminele activiteiten van Tsjeberiak’s moeder. Om dit te voorkomen werd Andrej vermoord. De politieofficier Tsjaplinski – die een hekel aan Joden had en ook nog hoopte dat deze zaak zorgde voor promotie – eiste van de twee politieagenten dat ze zich stil hielden. In september 1913 – toen de rechtszaak begon – maakten de twee politieagenten bekend in een democratische krant dat de criminele bende schuldig was en niet Bejlis.
De rechtszaak werd omringd met corruptie. De jonge Tsjeberiak – vriend van het slachtoffer – was gestorven door vergiftiging. De rechter mocht op bezoek bij de Tsaar en kreeg een gouden horloge. Nicolaas II zegde toe dat “als de regering zou winnen” de rechter een mooie promotie zou krijgen. De veroordeling van Bejlis was niet zeker, want door de revolutie van 1905 had Tsaar Nicolaas II een groot aantal concessies moeten doen, bijvoorbeeld de instelling van de Doema en het toestaan van jury’s bij rechtszaken.
In de eerste vijf weken werd de naam van de verdachte bijna niet genoemd, want de aanklager hield alleen uitweidingen over de kwaadaardigheid van het jodendom. Een van de juryleden zei daarom: “Hoe kunnen we Bejlis nu veroordelen, als er nooit iets over hem wordt verteld.” Uiteindelijk werd Bejlis vrijgesproken en hij emigreerde naar de Verenigde Staten. Later blijkt hij naar Israël te zijn vertrokken. De bekende Nederlandse schrijver en zionist, Jacob Israël de Haan, bracht in 1919 verslag uit van een ontmoeting met hem in Jaffa: "daar staat Beilis. Even moet ik mijn herinnering schudden. Gij zijt misschien Beilis ook half vergeten. De man, die in de gevangenis van Kief zat, beklaagd van ritueelen moord. Ik herinner mij: men heeft geld voor hem bijeengebracht. En nu woont hij hier. Is hij een groot man? Was Dreyfus een groot man? Toch willen wij hen geen van beiden vergeten. Zij hebben geleden omdat zij Joden waren. " (Algemeen Handelsblad 6 oktober 1919; DBNL: dbnl.org/tekst/haan008feui01_01/haan008feui01_01_0086.php#088T)
De politiecommissaris Tsjaplinski werd door de Tsaar benoemd tot een hoge positie in de senaat, terwijl de rechter de opperrechter van het hof van beroep werd.